# Morten Andersen
Morten Andersen (Copenhague, Dinamarca, 19 de agosto de 1960) es un exjugador profesional danés de fútbol americano que se desempeñó en la posición de kicker en la National Football League (NFL). Es miembro del Salón de la Fama del Fútbol Americano Profesional.

## Carrera
Andersen jugó como profesional trece temporadas en New Orleans Saints (1982-1994), después pasó por varios equipos, Atlanta Falcons (1995-2000), New York Giants (2001), Kansas City Chiefs (2002-2003), Minnesota Vikings (2004), y finalmente, regresó a Atlanta Falcons, donde jugó dos temporadas (2006-2007), y fue el equipo en el que se retiró.

## Reconocimiento
En 2017, ingresó como miembro al Salón de la Fama del Fútbol Americano Profesional.